# 야시엘 푸이그
야시엘 푸이그 발데스(스페인어: Yasiel Puig Valdés, 1990년 12월 7일 ~ )는 쿠바, 미국의 야구 선수이자, 전 KBO 리그 키움 히어로즈의 외야수이다.

## 아마추어 시절
쿠바 청소년 야구 국가대표팀 선수로 활약했고, 2008년 세계 청소년 선수권 대회에 참가해 쿠바 국가대표팀의 동메달 획득에 기여했다. 2009년~2010년에는 쿠바 리그에서 뛰면서 타율 0.330, 17홈런, 47타점을 기록했다.
그는 망명을 몇 번 시도했으나 실패해 2011년~2012년 시즌에 출장 정지 처분을 받아 경기에 출전하지 못했다. 2012년에 멕시코에서 영주권 취득을 위해 머무르기 시작했다. 새 구단주를 맞이한 후 의욕에 가득 차 있었던 LA 다저스는 새로운 CBA 규정이 발효되기 직전에 그와 접촉했고, 네드 콜레티 단장은 그와 7년 4200만 달러에 계약했다.

## 미국 프로야구 시절

### 마이너 리그 시절
2012년 8월 13일부터 LA 다저스 산하 마이너 싱글 A팀에서 활동하게 된 그는 2013년 스프링 트레이닝에서 맹활약을 펼치며 자신에 대한 부정적인 평가를 잠재워 버렸다. 스프링 트레이닝 캑터스 리그에서 타율 0.517, 3홈런, 11타점을 기록했고, 보살과 호수비를 보여줬다.
그의 치명적인 파워와 괴물 같은 운동 능력에 고무된 팬들은 그를 메이저 리그로 올리라고 요구했다. 맷 켐프는 자신보다 더 뛰어난 파워를 가지고 있다며 극찬했다.
그의 활약은 충분히 고무될만했지만 이미 LA 다저스의 외야진에는 고연봉 선수들이 포진해 있었고, LA 다저스 프런트와 돈 매팅리 감독은 그를 일단 더블 A팀인 채터누가 룩아웃츠에 합류시켰다.
40경기에서 타율 0.313, 8홈런, 37타점, 13도루를 기록했다.

### 메이저 리그 시절
2013년 시즌에 2억 달러를 들여 전력을 보강한 LA 다저스는 맷 켐프, 안드레 이디어의 부진과 핸리 라미레스의 부상으로 득점력 침체를 겪고 있었고, 맷 켐프, 칼 크로포드가 햄스트링 부상으로 15일자 부상자 명단에 올랐다. 그는 마이너 리그에서 중견수 연습을 하기 시작했다.
LA 다저스는 6월 2일에 그를 메이저 리그로 승격시켰다.
6월 3일 샌디에이고와의 경기에서 1번 타자로 출전하며 메이저 리그 데뷔전을 치렀고, 경기에서 4타수 2안타를 기록했다. 경기 후반에 카일 블랭크스의 플라이를 잡은 뒤 1루에서 경기를 끝내는 보살을 잡아냈다.
6월 4일 2번째 경기에서는 4타수 3안타(2홈런), 5타점을 기록했다.
6월 6일 경기에서 만루 홈런을 쳐 냈다.
류현진이 등판한 6월 7일 경기 중반에 동점 솔로 홈런을 쳐 내며 류현진의 새로운 도우미로 각광받았다. 경기 후반에 데뷔 5경기만에 커리어 첫 볼넷을 고의 사구로 기록했다.
6월 11일 애리조나 다이아몬드백스와의 경기에 선발로 나와 빈볼을 맞고도 1루로 뛰어가는 근성 넘치는 플레이를 보여줬다. 경기 중반에 이안 케네디가 잭 그레인키의 헬멧을 강타하는 빈볼을 던지면서 벌어진 벤치 클리어링 때 로날드 벨리사리오와 함께 격한 행동을 보였고, 퇴장을 당했지만 징계를 받지는 않았다.
6월 한 달간 타율 0.436, 출루율 0.467, 장타율 0.713, 44안타(7홈런)을 기록하며 메이저 리그 최초 데뷔 첫 달 동안 이 달의 신인상, 이 달의 MVP를 동시에 수상했다. 그가 6월 한 달 동안 친 44안타는 메이저 리그 신인 최다 안타 2위 기록이었다. 이같은 활약으로 신인왕 후보로 주목받음과 동시에 그가 올스타에 뽑혀야 하는지에 대한 문제를 두고 현지에서 논란이 있었다.
7월에는 페이스가 주춤했지만 7월 후반기에 접어들며 조금씩 페이스를 찾아갔다. 7월 28일 신시내티 레즈와의 코리안 데이 마지막 날 경기 연장전에서 시즌 10번째 홈런을 끝내기 홈런으로 기록하며 팀의 3연승을 이끌었다.

## 도미니카 프로야구 시절
2020년에 토로스 델 에스테에 입단하였다.

## 멕시코 프로야구 시절
2021년에 로호스 델 아길라 데 베라크루스에 입단하였다.

## 한국 프로야구 시절

### 키움 히어로즈시절
2022년에 윌 크레익을 대체할 야수로 영입되었다. 전반기에는 아쉬운 성적을 기록했으나 후반기에 활약했다. 불법 도박 사건에 연루돼 2022년 시즌 후 재계약에 실패했다.

## 도미니카 프로야구 복귀
2023년에 에스트레라스 오리엔타레스에 입단하였다.

## 베네수엘라 프로야구 시절
2023년에 티부로네스 델 라 구아이라에 입단하였다.

## 한국 프로야구 복귀

### 키움 히어로즈시절
2024년 11월 26일 복귀하였다.

## 트리비아
- 2008년 세계 청소년 야구 선수권 대회 당시 김상수가 그와 허경민이 함께 찍힌 사진을 공개해 화제가 됐다.
- 그는 마이너 리그에서 난폭 운전으로 체포된 적이 있었고, 타석에서 심판의 스트라이크 콜 판정에 대해 배트를 던지며 쉽게 흥분하는 모습, 1루까지 열심히 뛰지 않는 모습, 공수 교대 때 덕아웃과 외야에 가장 느리게 들어오고 나가는 모습, 상대 팀 감독의 항의 제스처를 따라하는 모습 등 좀처럼 집중력을 다하지 않고 성실하지 못한 면모를 보였다.

## 특징
- 괴물같은 운동 능력을 소유한 것이 강점이다.
- 부족한 점이 많지만 5툴 플레이어의 자질을 갖췄다.
- 그의 운동 능력은 타석에서 극적으로 나타난다. 반사 신경, 순발력, 근력이 엄청나 유인구를 잡아당겨서 적시타를 친다든지, 완벽하게 빠지는 바깥쪽 공을 밀어서 홈런을 쳐 냈다. 쉽지 않은 코스의 구질과 늦은 타이밍에도 홈런을 치는 거포이다.
- 초구에 노림수가 좋아 안타나 홈런을 자주 양산하지만, 메이저 리그 초창기엔 타석에서 볼을 보지 않고 프리 스윙을 하는 경향이 있어 떨어지는 유인구엔 무조건 배트가 돌아가는 약점이 있다든지, 쿠바 타자들의 공통적인 약점으로 지적되는 선구안과 참을성이 떨어진다는 말도 있었다. 하지만 쿠바 리그나 마이너 리그 스탯을 보면 기본적인 선구안이 떨어지는 선수는 아니며, 유인구에 배트가 나가도 끝까지 그 공을 쫓아가 안타, 장타를 만들어내는 컨택 능력이 있다.
- 열혈스러운 성격과 멘탈을 보유하고 있다. 열심히 플레이하고, 열정적이어서 몸을 던지는 허슬 플레이를 주루, 수비에서 자주 보여줬다.
- 성격 때문에 타격, 극적인 주루 플레이, 호수비를 보여주지만 지나칠 때가 있다.
- 타석에서는 온갖 유인구에 배트를 내고, 주루시 오버 런이 잦아 평범한 1루타성 타구에 2루까지 가다가 주루사를 당한다.
- 수비시 몸을 생각하지 않고 막 뛰는 게 아니냐는 소리를 들을 정도로 플레이를 한다.
- 외야 수비 시 타구 판단이 안 좋아 스타트가 늦고 튕겨나온 볼 처리에도 미숙하다는 평가를 받는다. 이를 타고난 주력으로 커버하는 편이고 강한 어깨로 던지는 송구가 훌륭하다.
- 가장 큰 장점 중 하나는 성장과 학습 속도가 굉장히 빠르다는 점이다. 닥치는 대로 배트를 휘둘러 맹타를 휘두르다가도 바깥쪽 변화구에 약하다는 단점이 드러나 공략을 당했는데 이후 선구안을 키우며 약점을 빠르게 극복했다.
- 수비가 빠르게 개선돼 각종 세이버 스탯 상으로 매우 훌륭하다는 평가를 받고 있다.
- 신시내티전 이후로 지나치게 적극적이고 무모한 베이스 러닝을 자제하는 편이다.

## 연도별 타격 성적
| 연 도     | 소 속     | 경 기 | 타 석 | 타 수 | 득 점 | 안 타 | 2 루 타 | 3 루 타 | 홈 런 | 루 타 | 타 점 | 도 루 | 도 루 자 | 희 생 번 | 희 생 플 | 볼 넷 | 고 4 | 사 구 | 삼 진 | 병 살 타 | 타 율 | 출 루 율 | 장 타 율 | O P S |
| --------- | --------- | ----- | ----- | ----- | ----- | ----- | ------- | ------- | ----- | ----- | ----- | ----- | -------- | -------- | -------- | ----- | ---- | ----- | ----- | -------- | ----- | -------- | -------- | ----- |
| 2013년    | LAD       | 104   | 432   | 382   | 66    | 122   | 21      | 2       | 19    | 204   | 42    | 11    | 8        | 0        | 3        | 36    | 6    | 11    | 97    | 6        | .319  | .391     | .534     | .925  |
| 2014년    | LAD       | 148   | 640   | 558   | 92    | 165   | 37      | 9       | 16    | 268   | 69    | 11    | 7        | 2        | 1        | 67    | 3    | 12    | 124   | 7        | .296  | .382     | .480     | .863  |
| 2015년    | LAD       | 79    | 311   | 282   | 30    | 72    | 12      | 3       | 11    | 123   | 38    | 3     | 3        | 0        | 1        | 26    | 1    | 2     | 66    | 1        | .255  | .322     | .436     | .758  |
| 통산：3년 | 통산：3년 | 331   | 1383  | 1222  | 188   | 359   | 70      | 14      | 46    | 595   | 149   | 25    | 18       | 2        | 5        | 129   | 10   | 25    | 287   | 14       | .294  | .371     | .487     | .858  |

- 2014 시즌 종료 기준.